# مسجد الجلعود التاريخي
مسجد الجلعود، مسجد تاريخي يقع في ديار الجلعود ، محافظة سميراء بمنطقة حائل في المملكة العربية السعودية.

## تاريخ
يعود تاريخ إنشاء مسجد الجلعود إلى عام 1175هـ الموافق 1761، وأعيد بناء المسجد عام 1347هـ . ويعود تاريخ إنشاء الجامع إلى عام 1175هـ
ويعد من أقدم المساجد بمحافظة سميراء ،وترجع الأهمية 
التاريخية له الى أنه من اقدم المساجد بمحافظة سميراء
التي كانت محطة مشهورة في طريق الحجاج المكي الكوفي ،ويعود تاريخية الى عام 1175هـ حيث كانت صلاة الجمعة تقام فيه ،وياتي الناس إليه من المناطق المجاورة للصلاة فيه .
واعيد بناء المسجد عام 1347هـ وينسب اسمه إلى عائلة الجلعود ،وقد مر المسجد بالعديد من الترميمات بعد ذلك،ويقع وسط البلدة القديمة جنوب محافظة سميراء وييعد المسجد نحو120كم جنوب شرق منطقة حائل

## التسمية
تعود تسمية المسجد بهذا الإسم إلى إلى عائلة الجلعود في حائل.

## المعمار
يتميز بناء مسجد الجعلود التاريخي على طراز معمار المنطقة الوسطى بالمملكة العربية السعودية، حيث بني من الطين والحجر، والسقف من خشب الأثل وسعف النخيل، والسقف مغطى من الأعلى بالألواح الحديدية للحماية من مياه الأمطار.

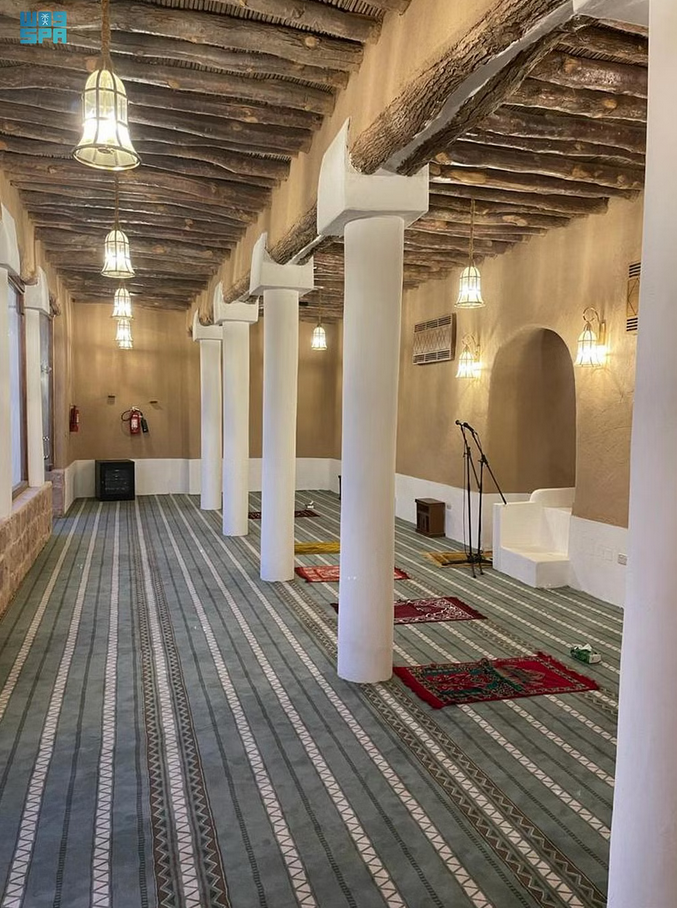
من داخل المسجد

## الترميم
تم تسجيل المسجد من ضمن مشروع الأمير محمد بن سلمان لتطوير المساجد التاريخية بالمملكة - المرحلة الأولى . حيث كانت تبلغ مساحة المسجد قبل التطوير (227م2)، ويتسع لنحو 80 مصليًا، ويتكون المسجد من بيت للصلاة بمساحة (14.5×5.35م)، وساحة (11.87×4م) تقع في منتصف المسجد، بالإضافة إلى خلوة بمساحة (10.75×4.85م) تقع غرب المسجد وهي شبه مهدمة.
وبعد تطويره في وقتنا الحالي يتكون مسجد الجلعود التاريخي من: (المسجد، والسرحة، والخلوة، ودورات للمياه، ومواضئ للرجال)، وتبلغ مساحته (250م2)، ويتسع لـ(129) مصليًا. وأوضح إمام وخطيب جامع الجلعود التاريخي بمحافظة سميراء إبراهيم بن عبدالله الجلعود، أنه تم توسعة الجامع للمرة الثانية عام 1371هـ على نفقة جلالة الملك سعود بن عبدالعزيز آل سعود رحمه الله، وكذلك تم توسعته للمرة الثالثة عام 1391هـ؛ حيث استبدلت أعمدة الطين فيه بالحجر، وفي عام 1440هـ تم توسعته ضمن "مشروع محمد بن سلمان لتطوير المساجد التاريخية بالمملكة"، وأصبح جاهزًا لأداء الصلاة